# 菜公 (雲林縣)
菜公，是台灣雲林縣斗六市的一個傳統地域名稱，位於該市南部。相較於今日行政區，其範圍大致包括重光里不含東北半部的東側及北側及西側、林頭里東北半部的南部、八德里南端。

## 歷史
台灣清治末期至日治初期，菜公地區為一街庄，稱為「菜公庄」，隸屬於斗六堡。該庄北與海豐崙庄為鄰，東與內林庄、新庄為鄰，南邊為溪邊厝庄為鄰，西邊及西北邊為林仔頭庄。
1901年（日治明治三十四年）11月，全台廢縣廳改設二十廳，該庄隸屬於斗六廳。1903年（明治三十六年）6月，該庄編入「菜公區」，隸屬於斗六廳。1909年（明治四十二年）10月，合併二十廳為十二廳，菜公區改隸屬於嘉義廳。1920年（大正九年），全台地方制度大改正，廢十二廳改設五州二廳，該庄改制為「菜公」大字，隸屬於臺南州斗六郡斗六街。
戰後斗六街改制為斗六鎮，隸屬於臺南縣，大字亦改制為里。1946年8月，斗六、林內分治，本地區仍隸屬斗六鎮。1950年10月，雲、嘉、南分治，斗六鎮改隸屬雲林縣。1981年，斗六鎮升格為縣轄斗六市。

## 聚落
本地區發展較早的聚落有菜公（重光）、竹頭角（竹頭）等，在日治期初期的官方地圖上已有記載。此外，本地區尚有五里亭聚落。

## 交通
台鐵縱貫線是台灣西部南北鐵路幹線，大致以東北—西南走向繞大彎轉東微北—西微南走向再繞大彎轉東北—西南走向經過菜公地區北部及西北部邊界外不遠處。北側最近的車站是石榴車站，屬招呼站，僅停靠區間車；西南側最近的是斗六車站，屬一等站，除部分普悠瑪號、自強號外，其餘列車皆停靠。由此等可前往台鐵沿線各站。
國道3號又稱「福爾摩沙高速公路」，是貫穿台灣西部的兩條縱向高速公路之一，大致以北向南繞大彎轉東北—西南走向蜿蜒經過本地區東部及東南部邊界外不遠處。北側最近的交流道是省道台3線交會處的斗六交流道；南側最近的是古坑交流道，包括縣道149甲線交會處北側匝道（僅供南出北入）及縣道158甲線交會處的南側匝道（僅供南入北出），兩匝道之間另夾有古坑系統交流道，即省道台78線（東西向快速公路－台西古坑線）東側端點。由此可快速前往台灣南北各地及雲林縣中、西部。
省道台3線（石榴路、文化路、大學路一段～二段）俗稱「內山公路」，是臺北至屏東的幹道，大致以東北微東—西南微西走向轉北北東—南南西走向繞大彎轉東北微東—西南微西走向經過本地區北部及西北部邊界外不遠處，並近於台鐵縱貫線，為斗六市區東南側的外環道。由該道路向東北微東轉東北經國道3號斗六交流道後可前往林內、竹山、名間、南投等地；向西南微西轉西南西再轉南可前往古坑、梅山、竹崎、番路西部等地。
縣道149甲線是斗六至太和的道路，大致以西北微北—東南微南走向經過本地區西部邊界。由該道路西北微北可前往林子頭（斗六市區東南郊）並止於省道台3線路口；向東南微南可前往溪邊厝、高厝林子頭、國道3號古坑交流道北側匝道（僅供南出北入）、桶頭西南部、樟湖、草嶺、柯子林地區的太和並止於縣道169號路口；但樟湖境內部分路段目前無法通行，必須於桶頭地區改道縣道149號、縣道149乙線並於樟湖東部接回原線。
鄉道雲213線是湖山至東和（溪邊厝）的道路，其西南側端點（終點）位於本地區南部邊界外不遠處溪邊厝中央的鄉道雲201線路口。由此向東北轉東再轉北北東蜿蜒而行，出聚落並經縣道149甲線路口入境後，轉東北微南沿本地區南部邊界地帶而行，出境後可前往新庄、棋盤厝西北端、內林、咬狗並止於其西部偏北的鄉道雲218線路口。
鄉道雲214線（榮譽路）是斗六至檨仔坑的道路，大致以西向東經過本地區北部。由該道路向西轉西北西經鄉道雲214-1線路口可前往林子頭北部並止於縣道149甲線舊線（成功路）路口（位於斗六市區東南側）；向東可前往內林、咬狗地區南部的檨仔坑聚落東側並止於玉當山廟前。
鄉道雲214-1線（重光北路）是斗山橋至重光（菜公）的道路，其南側端點（終點）位於本地區西南部菜公聚落中央偏西北西的鄉道雲215線路口。由此向北於聚落內蜿蜒而行，出聚落轉北直行，出境後可前往林子頭地區北部凸出部分的東南側並止於鄉道雲214線路口。
鄉道雲215線是重光（菜公）至圳頭坑的道路，其西北側端點（起點）位於本地區西部邊界中央偏南處的縣道149甲線路口。由此向東轉東南東行，至菜公聚落經鄉道雲214-1線終點路口後於聚落內蜿蜒而行，出聚落後轉東南微東直行，出境後可前往新庄地區並止於其中部偏東的圳頭坑聚落。